# The Sin of Martha Queed
Pour plus de détails, voir Fiche technique et Distribution.
The Sin of Martha Queed est un film muet américain réalisé par Allan Dwan et sorti en 1921.

## Fiche technique
- Titre : The Sin of Martha Queed
- Réalisation : Allan Dwan
- Scénario : Allan Dwan
- Chef opérateur : Tony Gaudio
- Production : Mayflower Photoplay Company
- Distribution : Associated Exhibitors
- Genre : Film dramatique
- Durée : 60 minutes - 1 heure
- Date de sortie :
  - États-Unis : 6 octobre 1921

## Distribution
- Mary Thurman : Martha Queed
- Joseph J. Dowling : Marvin Queed
- Eugenie Besserer : Alicia Queed
- Frankie Lee : Georgie Queed
- Niles Welch : Arnold Barry
- George Hackathorne : Atlas
- Frank Campeau : David Boyd
- Gertrude Claire : Grand'mère